# Mama's Boy
Mama's Boy es una película de comedia dramática de 2007 dirigida por Tim Hamilton y protagonizada por Jon Heder, Diane Keaton, Jeff Daniels, Anna Faris, Evan Peters y Dorian Missick.

## Argumento
El excéntrico Jeffrey Mannus es un dependiente de una librería que vive en casa de su madre Jan. Su padre murió poco después de su nacimiento, por lo que se ha aferrado a ella con fuerza. Él no ve ninguna razón para tener que cambiar su feliz estado, pero su mundo perfecto se verá vuelto del revés cuando su mamá conoce a Mert, un profesional de la psicología motivacional, que corteja exitosamente a Jan después de que ella asista a su charla sobre el poder de la positividad. 
A partir de este momento, Jeffrey verá como Mert le va comiendo terreno en la atención de su madre, cosa que no puede soportar. 
Mientras está en una cafetería, Jeffrey encuentra una amiga en uno de los trabajadores, la aspirante a cantautora Nora Flannagan. 
Comparten una percepción cínica y negativa del mundo. Jeffrey se acerca a un chico que trabaja en una tienda de informática para desenterrar información sobre Mert. Le paga la mitad del precio que pidió por hacerlo, así que, cuando Mert entra a la tienda a comprar sobornos para conquistar a Jeffrey, el tío suelta la sopa. Mert cambia de táctica y declara una especie de guerra contra Jeffrey. Por sugerencia de Mert, Jan saca a Jeffrey de su habitación y lo lleva al sótano. Cuando empiezan a hacerlo, sin querer escucharlos, va al concierto de Nora. Inicialmente frío con él, una vez que se disculpa, le piden un café después. 
Al dejar a Jeffrey, Mert invita a Nora a una barbacoa en la casa el fin de semana. Ese fin de semana, en casa, Jan se muestra muy entusiasmado cuando llega Nora. Muestra sus álbumes de Jeffrey y ve que él siempre ha tenido problemas de peso y de apego. Mert y él se hacen comentarios despectivos el uno al otro todo el tiempo, y Mert también insinúa que Nora no se está esforzando lo suficiente para tener éxito. La animosidad aumenta y ambos se hacen bromas hasta que se comprometen y anuncian que venderán la casa por algo más pequeño. Desesperado, Jeffrey interrumpe la grabación de Nora de su demostración para conseguir su ayuda para seguir una pista en Arizona. 
Maya Sinclair resulta ser la hija separada de Mert, a quien había abandonado muy temprano. Nora se enfurece cuando descubre que él la usó para deshacerse de Mert. Sucede algo sin precedentes: poco a poco, para su propia sorpresa y horror, Jeffrey descubre su yo interior. Sin embargo, antes de que esto suceda, Jeffrey y Mert se pelean a puñetazos en la casa de Jan, lo que hace que ella rompa con Mert cuando se entera de Maya. Jeffrey está contento, pero Jan lo echa de la casa. Va a buscar a Nora, quien actualmente está enojada con él por ser tan "imbécil", por lo que no le ofrece ninguna ayuda. Jeffrey vive en la calle, pero finalmente lo arrestan por orinar en un lavabo. Seymour, su antiguo jefe de la librería, viene al rescate y paga su fianza, permitiéndole también mudarse con él. 
Jeffrey se da cuenta de sus errores y lucha para que Jan y Mert vuelvan a estar juntos. Tras lograrlo, va a detener el autobús en el que viaja Nora, que parte hacia la universidad, en su coche nuevo. Lo estaciona en medio de la carretera y se para sobre el capó, sosteniendo una radio que reproduce una de las canciones favoritas de Nora. El conductor del autobús hace que Nora hable con él y se reconcilian. Luego se alejan.

## Reparto
- Jon Heder - Jeffrey Mannus
- Diane Keaton - Jan Mannus
- Jeff Daniels - Mert Rosenbloom
- Anna Faris - Nora Flannagan
- Evan Peters - compañero de trabajo de Jeffrey
- Sarah Chalke - Maya
- Dorian Missick - Mitch
- Eli Wallach - Seymour Warburton